# 二頭政治
二頭政治（にとうせいじ、英: diarchy）は、寡頭制の一種で、最高権力者が2人いる政治形態を指す。憲法など制度上では最高権力者が1人と規定されても、実質的に2人になっている場合も二頭政治と呼ばれる場合がある。双頭政治（そうとうせいじ）とも言われる。

## 概要
二頭政治や三頭政治を含めた寡頭制は、最高権力者の数に着目した呼称であり、政体にはとらわれないため、君主制以外の民主制でも存在しうる。二頭政治の類型には主に以下のタイプが存在する。
1. 2人の最高権力者が同等の権力を付与される体制
2. 一方の最高権力者に優越的な権力が付与される体制
3. 最高権力者同士で最終決定権を握る職務範囲が違う体制
4. 儀礼的最高権力者と実務的最高権力者が存在する体制

完全に権限と職務範囲で同等の最高権力者が2人いるという体制は、下に述べるローマなどいくつか例がある。
しかし、この完全対等な二頭体制は、2人の最高権力者の間に意見の対立があった場合の対処法の問題があるため、大統領が首相を任免できるフランスや、最高指導者が大統領に優越するイランのように、なんらかの形でどちらが優先するか規定がある場合が多い。
また立憲君主制下での君主と首相、儀礼大統領制下での大統領と首相のように、儀礼的な最高権力者である君主や大統領（元首）と、実質的な最高権力者である首相が存在する場合もある。たとえばイタリア共和国は、象徴的最高支配者の大統領がいるが、実際の政治を支配するのは首相である。
日本の室町時代の初期の足利兄弟（足利尊氏・直義）のように、最高権力者の担当範囲を分けることで衝突を避ける事例もある。ただし、この事例は最終的に衝突を避けることができず内乱に至っている。

## 制度上の二頭制
有名な例は古代ローマにおける共和政ローマの執政官で、定員は2名で権限は同等、任期は1年であった。
また、スパルタも2名の王がおり、2つの王家（アギス家とエウリュポン家）から1名ずつ即位していたが、政治上の実権は5人のエフォロス（スパルタ正規市民の中から、スパルタ民会の選挙により選出。任期1年）が握っていたため、厳密な意味では二頭政治ではない。
2010年現在では、2人に完全に同等の最高権力が付与される体制としてはサンマリノ共和国の二執政制度がある。また、全く同等ではないが2人の最高権力者が同等の権力を付与される体制の例には、半大統領制のフランス（大統領と首相）がある。アンドラは制度上は国家元首が2名存在するミニ国家（共同元首、フランス大統領とスペインのウルヘル司教）であるが、両元首はほとんどアンドラを訪問せず、実際には首相により政治が行われており、実質的には二頭政治ではない。

## その他
制度上の二頭制ではないが、実質的に権力者が2名いる状態を「二頭制」や「二重権力」と呼ぶ場合がある。この場合は俗称に近く、具体的に何を「二頭制」と呼ぶかは立場によりさまざまである。
近代以前の君主政治では、君主が影響力を残して退位した場合には前君主（太上天皇・太上皇・太上王・大御所など）と現君主（天皇・皇帝・国王・征夷大将軍など）の二頭政治となることがよくあった。この場合、前君主が政治の実権を握っている場合には「院政」と呼ばれる。

## 二頭政治の例
1338年（延元3年/暦応元年）に足利尊氏は征夷大将軍に、弟の足利直義は左兵衛督に任じられ、尊氏と直義は、二頭政治を行い「両将軍」と併称された。
1603年（慶長8年）に駿府に移った徳川家康も、次代将軍秀忠が先代の意を汲んで執政しており、事実上の二頭政治だったとされる。三谷博は江戸時代の幕藩体制を「双頭・連邦国家」だったとする。
2008年5月から2012年5月までのロシアの「タンデム体制」（メドベージェフ大統領とプーチン首相）。
1970年代後半から1990年代前半にかけての日本政府での、首相（自由民主党総裁）と、公職から離れてからも強い影響力を保った田中角栄や竹下登など。「院政」と呼ばれる場合も多い。